# Cantone di La Courneuve
Il Cantone di La Courneuve è una divisione amministrativa dell'arrondissement di Saint-Denis.
A seguito della riforma complessiva dei cantoni del 2014 è passato da 1 a 3 comuni.

## Composizione
Prima della riforma del 2014 comprendeva il solo comune di La Courneuve.
Dal 2015 comprende i comuni di:
- Le Bourget
- La Courneuve
- Dugny